# Eschag
Eschag is een historisch merk van motorfietsen.
De bedrijfsnaam was: Eschag Motoren-Gesellschaft, Nürnberg.
Het Duitse merk Eschag bouwde eenvoudige tweetaktmotoren van 298 cc met riemaandrijving naar het achterwiel. De productie begon in 1923, tijdens de Duitse "motorboom" na de Eerste Wereldoorlog, maar eindigde al in 1925.